# ムラート・スタリノフ
ムラート・スタリノフ（キルギス語: Мурат Суталинов, ラテン文字転写: Murat Sutalinov、1963年4月26日 - ）は、キルギス共和国の政治家、内務官僚。キルギス国家保安庁長官（国家保安委員会議長）。内務相（在職: 2005年 - 2006年）。中将。

## 経歴
フルンゼ市出身。
- 1980年9月～1984年9月 - ソ連内務省カラガンダ高等学校聴講生
- 1984年9月～1986年6月 - アラメジンスキー地区内務課の取調官
- 1986年6月～1987年12月 - アルマ・アタ州内務局カスケレンスキー地区内務課の取調官
- 1987年12月～1989年7月 - レーニンスキー地区内務課刑事捜索部の捜査係
- 1989年7月～1991年2月 - フルンゼ市内務局刑事捜索部組織犯罪課の先任捜査係
- 1991年2月～1993年4月 - ビシュケク市内務局刑事捜索部組織犯罪課の班長
- 1993年4月～1996年10月 - オクチャブリスキー地区内務課副課長
- 1996年10月～2000年4月 - 内務省組織犯罪対策局副局長
- 2000年4月～2001年3月 - ビシュケク市内務局副局長
- 2001年3月～2002年11月 - チュイ州内務局長
- 2002年11月～2003年8月 - 内務省刑事捜索総局長
- 2003年8月～2004年1月 - オシュ州内務局長
- 2004年1月16日～2005年3月23日 - 大統領府国防・安全保障問題課主任
- 2005年3月23日～24日 - 検事総長
- 2005年3月～2005年5月 - 内務省付
- 2005年5月17日～2006年10月6日 - 内務相
- 2006年10月6日～2007年2月6日 - 国家保安庁長官
- 2007年2月6日～2009年11月6日 - 国家保安委員会議長

2009年11月6日から国家保安庁長官。2010年キルギス騒乱後、解任。

## パーソナル
父のアブドゥベク・スタリノフは、元内務相。最初の妻は、ソ連内務省カラガンダ高等学校長の娘で、2男1女を儲けた。再婚で2男を得た。
「公共秩序の警備に関する優秀な勤務に対する」メダル、一等「クジュルモン・クィズマト・オトゴンドゥグ・ウチュン」メダルを受章。